# Andrea Verdina
Andrea Verdina (Novara, 9 de agosto de 1969) es una jinete italiana que compitió en la modalidad de concurso completo. Ganó una medalla de bronce en el Campeonato Europeo de Concurso Completo de 2001, en la prueba por equipos.

## Palmarés internacional
| Campeonato Europeo | Campeonato Europeo | Campeonato Europeo | Campeonato Europeo |
| Año                | Lugar              | Medalla            | Categoría          |
| ------------------ | ------------------ | ------------------ | ------------------ |
| 2001               | Pau (Francia)      | Medalla de bronce  | Por equipos        |